# Quantum (Automarke)
Die Quantum Corporation war ein US-amerikanischer Automobilhersteller, der 1962 und 1963 in Rockland (Massachusetts) ansässig war.
Der Quantum war ein zweitüriger Roadster mit zwei Sitzplätzen. Er basierte auf dem Saab 96, von dem er den Antrieb übernahm. Allerdings wurde der Radstand um 296 mm auf 2184 mm gekürzt, die Gesamtlänge betrug 3810 mm. Die GFK-Karosserie hatte stilistisch nichts mit Saab zu tun, sondern ähnelte eher dem Jaguar XK 120.
Angetrieben wurde das nur 453 kg schwere Fahrzeug von einem Dreizylinder-Zweitakt-Reihenmotor mit 852 cm³ Hubraum und 42 bhp (31 kW) bei 5000 min−1, der über ein handgeschaltetes Vierganggetriebe die Vorderräder antrieb.
Der Wagen kostete 3000 Dollar und wurde über das Saab-Händlernetz vertrieben.